# Soumagne
Soumagne là một đô thị của Bỉ. Đô thị này nằm trong vùng Wallonie và tỉnh Liege. Tại thời điểm ngày 1 tháng 9 năm 2008, Soumagne có tổng dân số 15.894 người. Tổng diện tích là 27,14 km² với mật độ dân số 585 người trên mỗi km².
Soumagne bao gồm các đô thị cũ được sáp nhập năm 1977 trong cuộc tổ chức lại lãnh thổ ở Bỉ.
- Ayeneux
- Cerexhe-Heuseux
- Évegnée-Tignée
- Mélen
- Micheroux
- Soumagne